# Astragalus eriosphaerus
Astragalus eriosphaerus es una especie de planta del género Astragalus, de la familia de las leguminosas, orden Fabales.

## Distribución
Astragalus eriosphaerus se distribuye por Irán e Irak.

## Taxonomía
Fue descrita científicamente por Boiss. & Hausskn. ex Boiss. Fue publicado en Flora Orientalis 2: 347 (1872).
Sinonimia
- Astragalus eriosphaera (Boiss. & Hausskn.) Kuntze
Astragalus elymaitica (Boiss. & Hausskn.) Kuntze
Astragalus elymaiticus Boiss. & Haussk. ex Boiss.
Astragalus andalanicus ovatus Sirj. & Bornm.
Astragalus andalanicus elymaiticus (Boiss. & Hausskn.) Sirj.
Astragalus eriosphaera (Boiss. & Hausskn.) D. Podl.